# Вула Патулиду
Параскеви (Вула) Патулиду (на гръцки: Παρασκευή (Βούλα) Πατουλίδου) е гръцка спортистка, олимпийска шампионка по лека атлетика. Избрана е за Спортист на Балканите на през 1992 година.

## Биография
Родена е на 29 март 1965 година в леринското село Петораци (Трипотамос), Гърция. Занимава се изключително със спорт и става много плодовита спортистка. В кариерата си се състезава в дисциплините бягане на 100 метра, 100 метра с препятствия и скок на дължина.
Става спортна легенда в Гърция, след като в 1992 г. е победителка в дисциплината 100 метра с препятствия при жени на Олимпийските игри в Барселона (1992). Неочакваната победа на Патулиду я права първата гръцка спортистка, която печели златен олимпийски медал. Заедно с Пирос Димас, който печели златен медал във вдигането на тежести на същите игри, бележи възход на спорта в Гърция. След олимпийския златен медал Патулиду се завръща към скока на дължина, тъй като смята, че е постигнала максималното в бягането на 100 метра с препятствия. При следващото си участие в Олимпийските игри в 1996 година в Атланта завършва 10-а на финалите в избраната дисциплина скок на дължина.
Патулиду е кандидат за кмет на ном Солун на местните избори в 2006 година, подкрепена от ПАСОК с мотото „За Солун“. Губи изборите от Панайотис Псомиадис.